# Rio Capitão-mor
O rio Capitão-mor é um rio brasileiro que banha o estado do Ceará. É um afluente do rio Canindé, fazendo parte, portanto da bacia hidrográfica do rio Curu. 
Sua nascente está na Serra de Baturité, atravessa os municípios de Caridade e Pentecoste e deságua diretamente no açude Pentecoste, que está construído sobre o leito do rio Canindé.